# Wigoltingen
Wigoltingen är en ort och kommun i distriktet Weinfelden i kantonen Thurgau, Schweiz. Kommunen har 2 650 invånare (2023).
I kommunen finns också byarna Bonau, Engwang, Illhart, Wagerswil, Lamperswil och Hasli med järnvägsstationen Müllheim-Wigoltingen.